# کریستیانه اف
کریستیانه اف با نام اصلی کریستیانه ورا فلشرینوف (Christiane Vera Felscherinow؛ زادهٔ ۲۰ مهٔ ۱۹۶۲) هنرپیشه و نویسنده اهل آلمان است. فیلم کریستیانه اف. – ما بچه‌های ایستگاه باغ‌وحش براساس زندگی واقعی وی ساخته شده است.